# S3G (原子炉)
S3G （S3G、Nuclear Submarine Prototype、またはSubmarine Advanced Reactor: SARは、アメリカ海軍の原子力艦艇向け発電・推進用原子炉である。
型式名のS3Gは以下のような意味である。
- S = 潜水艦用
- 3 = 設計担当メーカにおける炉心設計の世代
- G = 設計担当メーカ（ゼネラル・エレクトリック）

この原子炉は、燃料として高濃縮ウランを使用する2ループ加圧水型炉であり、出力は78MWである。USS トライトン (SSRN-586)に搭載する原子炉のプロトタイプとして設計された。このプラントの設計上の特徴として、横置きされた蒸気発生器（U字型の細管が水平方向に並んでいる）と、潜水艦用プラントとしては唯一の脱気式給水タンク（deareating feed tank, DFT）を備えることが挙げられる。
S3Gは、原子炉の設計をテストするために、1958年にニューヨーク州ミルトンの西にあるノルズ原子力研究所のケッセルリンクサイトに設置された。
設計が実証された後は、運転員の訓練と新しいシステムや新素材の試験に利用された。冷戦の終結による海軍の縮小により、訓練用炉としては1991年5月に閉鎖され、1992年に恒久的に停止され、引き続いて核燃料の撤去などの作業が行われ廃止措置が進められ、安定保管状態にある。
S3Gのプラント全体（炉心、配管、ポンプ等）の採用は少ないが、炉心の改設計バージョン（S3G3またはS3G core3）は100基にもおよぶS5Wの燃料交換時に炉心ごと交換するために使われた。S3G core3 のその他の特徴として、S5Wでも使用されている標準的な十字架型ではなく、Y字型の制御棒が用いられていた。また、制御棒はメンテナンスを容易にするために「スキュード・ダイバージェント」と呼ばれる配置になっていた。

## S4G
S4G（S4G、Submarine Advanced Reactor: SAR）は、S3Gをもとに、トライトンに搭載された実用炉がS4Gであり、2基搭載された。S3Gと同じく熱出力は78MWt、軸出力は34000軸馬力を発揮した。2基の原子炉は単一の原子炉区画に前後に並べて設置され、前方の#1原子炉は前部の機械室に動力を供給し、右舷のスクリューを駆動し、後方の#2原子炉は後部機械室に動力を供給し、左舷スクリューを駆動した。2つの原子炉の蒸気プラントは必要に応じて相互接続することが可能だった。
S3Gは原型炉、S4Gは実用炉という位置付けのため世代が3→4に進んでいるが、基本的な設計は同一である。